# عینک

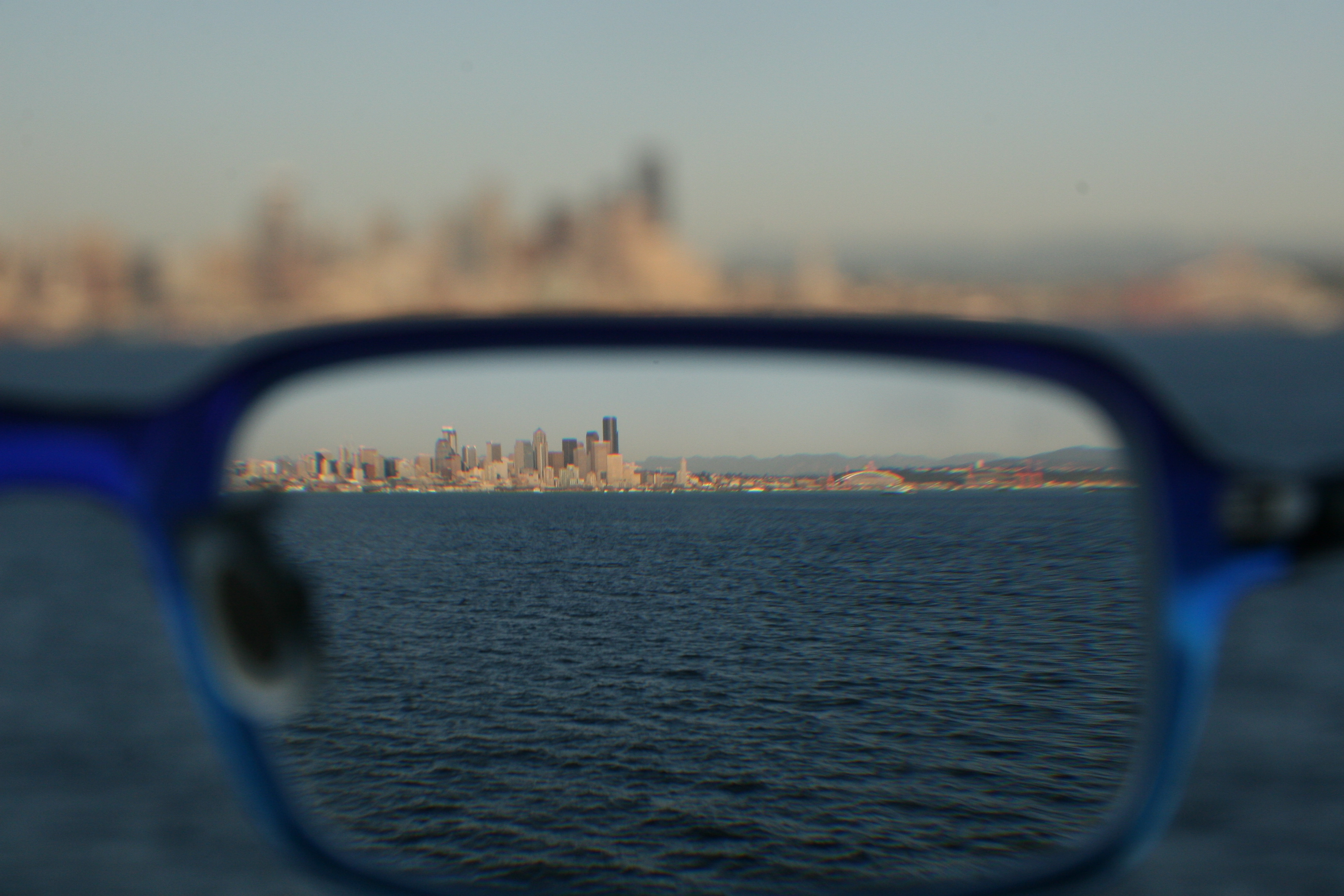
یک عینک طبی

عِینَک به قاب‌های دارای عدسی از جنس شیشه یا پلاستیک گفته می‌شود که معمولاً به‌وسیلهٔ دو دسته که روی گوش‌ها در جلوی چشم‌های انسان قرار می‌گیرند. این وسیله برای محافظت از چشم و بهبود بینایی چشم‌ها و گاهی تنها برای زیبایی و زینت استفاده می‌شود. عینک‌های ویژه‌ای هم هستند که برای مشاهدهٔ صحنه‌های سه‌بعدی یا واقعیت مجازی به‌کار می‌روند.
عینک‌ها دارای انواع متفاوت هستند:
عینک‌های طبّی، عینک آفتابی، عینک‌های حفاظتی–صنعتی و عینک‌های متفرقه (مانند عینک‌های الکتریکی که برای نابینایان استفاده می‌شود)
عینک آفتابی عینکی با عدسی‌های تیره است که برای محافظت چشم از نور شدید محیط و پرتوهای خطرناک خورشید مانند پرتو فرابنفش به‌کار می‌رود. به عینکی که عدسی آن شعاع‌های نور عبور یافته را به هم نزدیک نموده یا دور سازد (واگرا یا همگرا باشد) و همچنین عینک آفتابی که دارای انواع مختلف عدسی‌های جذبی پرتوی نور مضر برای محافظت چشم است «عینک طبی» می‌گویند. عینک طبی بیشتر برای اصلاح دید در عیوب انکساری چشم به‌کار می‌رود.
نخستین عینک قابل قرار دادن روی صورت را سالوینو دلی آرماتی، اهل ایتالیا، در سال ۱۲۸۴ میلادی ساخت.

## عینک طبّی

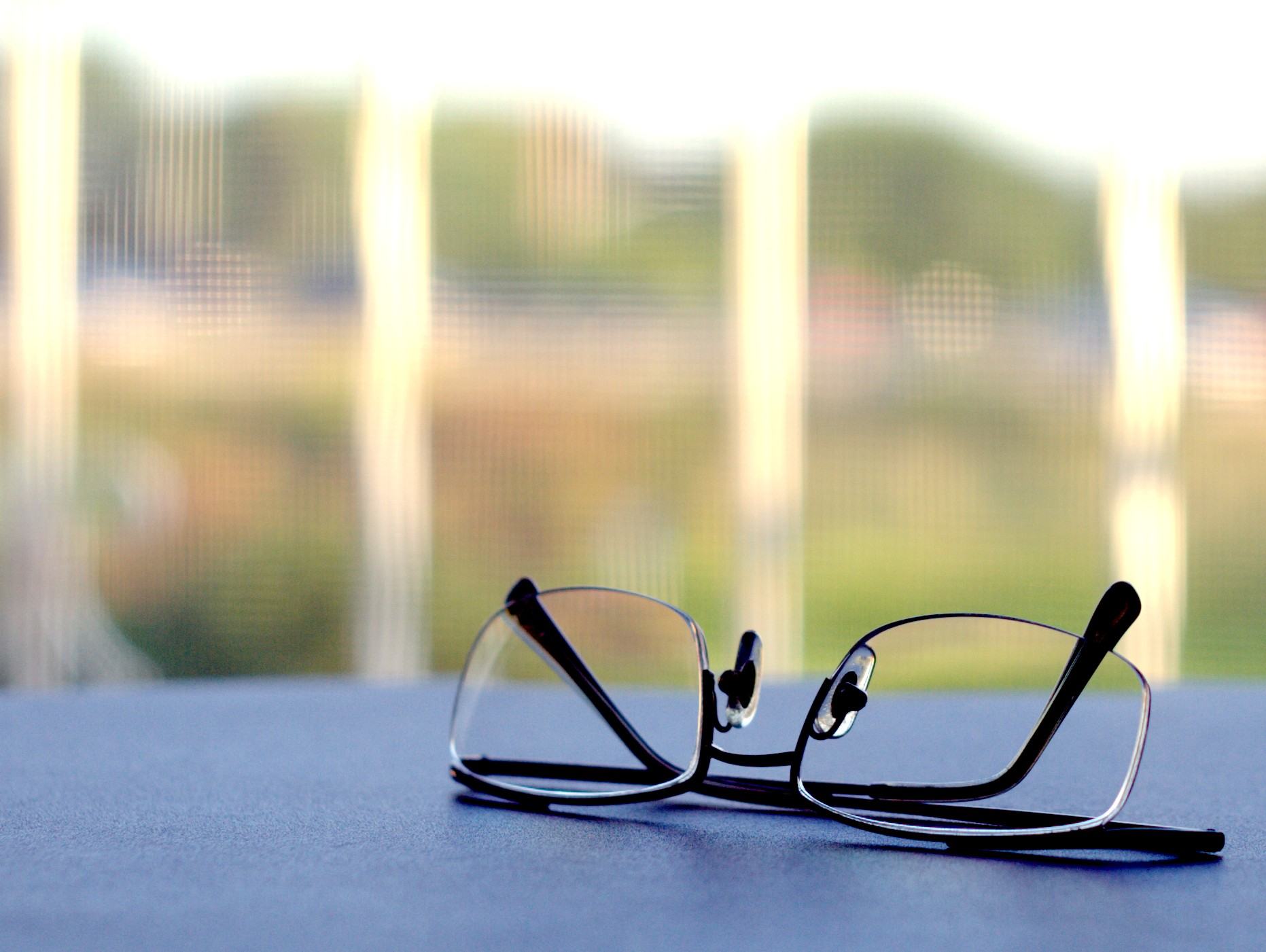
نمونه‌ای از یک عینک طبی

به عینکی که عدسی آن شعاع‌های نور عبور یافته را به هم نزدیک نموده یا دور سازد (واگرا یا همگرا باشد) عینک طبی می‌گویند. عینک طبی برای اصلاح دید در عیوب انکساری چشم به‌کار می‌رود. اصلاح دید نزدیک‌بینی با عدسی مقعر یا واگرا و اصلاح دید دوربینی با عدسی محدب یا همگرا است. در پیرچشمی از دو عینک یکی برای دور و یکی برای نزدیک یا عینک دودید استفاده می‌شود. در آستیگماتیسم از عینک استوانه‌ای کمک گرفته می‌شود که دارای محور است.
برخی مردم عینک می‌زنند تا بتوانند واضح ببینند. عینک‌ها عدسی‌هایی از جنس شیشه یا پلاستیک دارند که پرتوهای نور را قبل از ورود به جشم منحرف می‌کنند. آن‌گاه عدسی چشم می‌تواند نور را چنان متمرکز کند که تصویر واضحی از جسم بر روی شبکیه، که در عقب چشم واقع است، تشکیل می‌شود.

### پیشینه

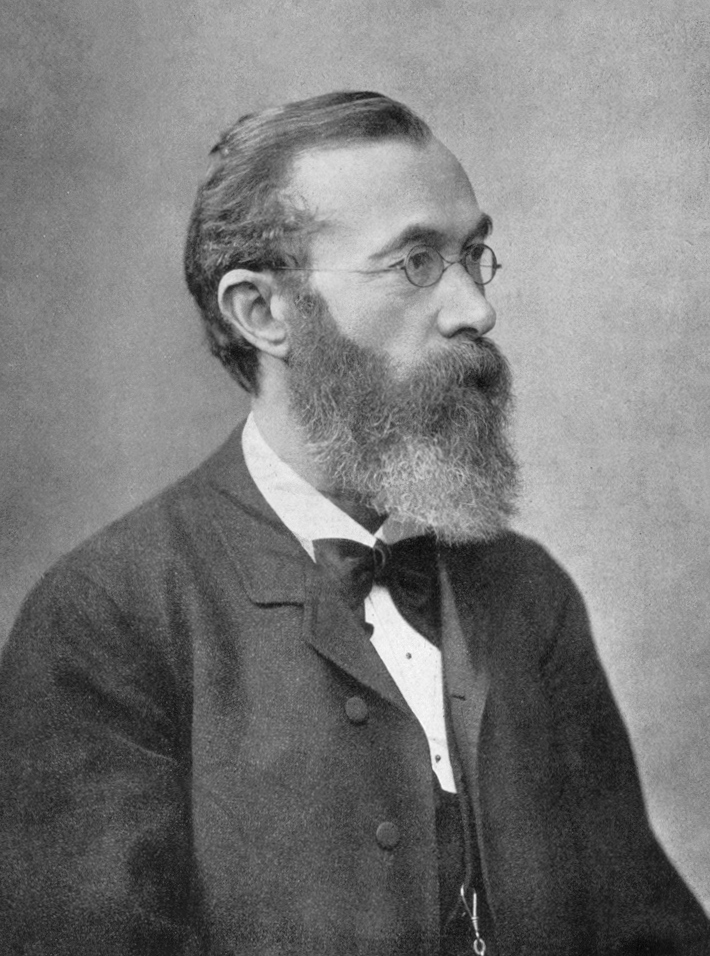
ویلهلم وونت با عینک

عینک نخستین بار در قرن سیزدهم میلادی در اروپا استفاده شد. با تکامل صنعت چاپ در قرن پانزدهم استفاده از عینک افزایش یافت و در قرن حاضر و با اجرای برنامهٔ آموزش عمومی، استفاده از آن گسترش یافته است.

### عینک در اشعار فارسی
قدیمی‌ترین یادکرد از عینک در شعر فارسی، مربوط به عبدالرحمن جامی در سدهٔ ۹ قمری است.
| از دو چشم من نیاید هیچ کار |  | از فرنگی شیشه ناکرده چهار |

جامی
در آثار سایر شعرای فارسی‌زبان هم، از عینک یاد شده است:
| من ز خود آزردم از فرط جوانی‌ها جوانی |  | تا به روی چشم سنگین عینک پیری نهادم |

شهریار
| کهنه مشق خط امواج سرابیم همه |  | عینک از آبلهٔ پای طلب باید کرد |

بیدل دهلوی
| پیری‌ام سر خط تحقیق فنا روشن کرد |  | حلقهٔ قامت من عینک نقش کف پاست |

بیدل دهلوی
| نیست زندان‌گاه امکان سنگ راه وحشتم |  | چون نگه سامان عینک دارم از دیوارها |

بیدل دهلوی
| نظر تا داشتم بر خود نمی‌دیدم دو عالم را |  | دو عالم چون دو عینک گشت تا از خود نظر بستم |

صائب تبریزی
| اکنون که ز پیریم به عینک سر و کار است |  | پیوسته دو چشمم به تماشای تو چار است |

جویای تبریزی

### نمرهٔ عینک
تعیین و نوشتن نسخه برای عینک طبی وظیفهٔ چشم‌پزشک یا اپتومتریست (بینایی‌سنج) است. در نسخه، نمرهٔ عینک با سه عدد مشخص می‌شود: برای مثال شمارهٔ ۱۸۰* ۱٫۵–۵- نمرهٔ یک عینک است. عدد اول (۵-) نشان‌دهندهٔ میزان دوربینی یا نزدیک‌بینی است. علامت جلویی آن نشان‌دهندهٔ نزدیک‌بینی (علامت منفی) یا دوربینی (علامت مثبت) است. عدد دوم (۱٫۵) نشان‌دهندهٔ میزان آستیگماتیسم بیمار است. این عدد ممکن است با علامت مثبت یا منفی نوشته شود. عدد سوم (۱۸۰) محور آستیگماتیسم را نشان می‌دهد. برای مثال ۱۸۰ نشان‌دهندهٔ افقی بودن محور آستیگماتیسم است؛ بنابراین شمارهٔ ۱۸۰* ۱٫۵–۵- بدین معناست که بیمار، نزدیک‌بینی متوسط و آستیگماتیسم متوسط در محور افقی دارد. نمره عینک طبی با واحدی به نام دیوپتر تعیین می‌شود.

### جنس عدسی
در ساخت عدسی عینک‌های طبی معمولاً از یکی از مواد زیر استفاده می‌شود:
شیشهبه سنت و در زمان‌های قدیم عدسی عینک‌ها را از شیشه می‌ساختند. امروزه نیز همچنان گاه عدسی‌ها را از شیشه می‌سازند. از ویژگی‌های مثبت شیشه خش‌ناپذیری و شفافیت آن است. ویژگی‌های ناخوشایند شیشه وزن زیاد و شکنندگی آن است. همچنین در نمره‌های بالا ضخامت عدسی‌های شیشه‌ای به نسبت پلی‌کربناتی زیاد است. اگر حفاظت چشم از پرتو فرابنفش هم مدنظر باشد عدسی‌های شیشه‌ای نیازمند اعمال پوششی از یکی مادهٔ جلوگیر از پرتو فرابنفش‌اند.
پلاستیک CR39‏ CR39 پرکاربردترین پلیمر در صنعت عدسی‌سازی است. عدسی‌های پلاستیکی شکنندگی‌شان بسی کمتر از عدسی‌های شیشه‌ای است و همچنین سبک‌تر هستند. چون پلاستیک از شیشه آسان‌تر خش می‌پذیرد، عدسی‌های پلاستیکی نیازمند اعمال شدن یکی پوشش نازک از ماده‌ای ضدخش بر سطح عدسی هستند. این عدسی‌ها همانند عدسی‌های شیشه‌ای در نمره‌های بالا به نسبت عدسی‌های پلی‌کربناتی ضخیم‌اند. همچنین همانند عدسیعدسیهای شیشه‌ای برای جلوگیری از برخورد پرتو فرابنفش به چشم نیازمند اعمال پوشش ضدفرابنفشاند.
پلی‌کربناتپلی‌کربنات یکی از بهترین مواد برای ساختن عدسی‌های عینک است. عدسی‌های پلی‌کربناتی به‌شدت ناشکننده‌اند. به‌علاوه از عدسی‌های شیشه‌ای یا پلاستیکی هم‌نمره، نازک‌تر و سبک‌ترند. ویژگی مثبت دیگرشان این است که جلوی ورود پرتو فرابنفش را به‌طور کامل می‌گیرند. این عیب در آن‌ها هست که در نمره‌های بالا دید جانبی را بیشتر از همتایان شیشهای و پلاستیکی محدود می‌کنند. خش‌پذیری پلی‌کربنات بیشتر از شیشه است و نیازمند اِعمال پوشش ضدخش است. به علاوه ضریب بازتابش از شیشه و پلاستیک بیشتر است و از این رو نیاز به اِعمال پوشش ضدبازتاب بیشتر احساس می‌شود.